# Pavel Avksentiev
Pavel Avksentiev (en russe : Па́вел Авксе́нтьев), né en 1890 à Saint-Pétersbourg, est un nageur russe ayant participé aux Jeux olympiques de 1912 à Stockholm.
Aux Jeux olympiques de 1912 à Stockholm, il est engagé sur les 400 mètres et 1 500 mètres nage libre et au 400 mètres brasse. En nage libre, il abandonne à chaque fois lors des séries. Il déclare forfait en brasse.
En 1913, il devient champion de Russie sur 400 et 1 500 mètres nage libre, établissant au passage les premiers records russes de la distance. 